# Александрувка (Любартівський повіт)
Александрувка (пол. Aleksandrówka) — село в Польщі, у гміні Міхів Любартівського повіту Люблінського воєводства.
Населення — 60 осіб (2011).
У 1975-1998 роках село належало до Люблінського воєводства.

## Демографія
Демографічна структура станом на 31 березня 2011 року:
|          | Загалом | Допрацездатний вік | Працездатний вік | Постпрацездатний вік |
| -------- | ------- | ------------------ | ---------------- | -------------------- |
| Чоловіки | 29      | 7                  | 21               | 1                    |
| Жінки    | 31      | 6                  | 17               | 8                    |
| Разом    | 60      | 13                 | 38               | 9                    |